# Olivier Thévenin
Pas d'image ? Cliquez ici
Olivier Thévenin, né le 25 février 1968 à Orléans, est un pilote automobile français (à la retraite).